# Descendants 2
Descendants 2, sequel di Descendants, è un film per la televisione in stile musical andato in onda negli Stati Uniti il 21 luglio 2017 trasmesso contemporaneamente su 6 canali differenti. In Italia è andato in onda il 23 settembre su Disney Channel.
Uno speciale dietro le quinte dal titolo It's Going Down! è stato trasmesso il 7 luglio 2017 negli Stati Uniti e il 17 settembre col nome di Stiamo arrivando.
Dal 28 agosto 2017 Disney Channel ha trasmesso una serie di episodi speciali, film e interviste al cast durante il contenitore I Love Descendants (reso graficamente I ❤ Descendants). Il 22 settembre è andato in onda su Real Time uno speciale dietro le quinte. Il 31 ottobre 2017 Disney Channel ha trasmesso la versione Dance Tutorial dove il cast e la coreografa Louise insegnano allo spettatore i passi delle canzoni.
Il DVD del film è stato distribuito dal 15 agosto 2017 negli Stati Uniti e dal 18 ottobre in Italia.

## Trama
Sei mesi dopo l'incoronazione di Ben, la vita sembra trascorrere bene ad Auradon, tranne per Mal che sente troppo la pressione per il suo futuro ruolo da regina. Sull'isola degli Sperduti le cose non vanno meglio, dato che Uma, Harry e Gil, i rispettivi figli di Ursula, Capitan Uncino e Gaston, provano molto rancore nei confronti di Mal, Evie, Carlos e Jay per averli traditi ed essere diventati buoni.
Intanto ad Auradon iniziano i preparativi per il cotillon reale. Ben ha una burrascosa lite con Mal perché ha usato la magia oscura per tingersi i capelli di biondo. Sentendosi inadeguata, la ragazza parte con il suo scooter e torna sull'Isola degli Sperduti lasciando a Ben il suo anello e una lettera dove spiega le ragioni del suo ritorno all'Isola.
Mal si dirige da Geffy, la figlia di Genoveffa, che, insieme a sua nonna Lady Tremaine gestisce un negozio di parrucchiere che le ricolora i capelli di viola e le fa la frangia.
Ben scopre la fuga di Mal e, con l'aiuto di Evie, Carlos e Jay, sbarca sull'Isola dove la trova. La ragazza rifiuta di andarsene e restituisce a Ben il suo anello, ma successivamente il ragazzo viene catturato dalla ciurma di Uma e legato sul suo vascello.
Mal, saputa la notizia, si dirige nel locale di Ursula e stringe un accordo con Uma: se Mal le porterà la bacchetta magica della Fata Smemorina, lei libererà Ben.
Così Mal decide di tendere a Uma una trappola e, grazie alla stampante 3D di Carlos, crea una falsa bacchetta con la quale la inganna, riuscendo così a liberare Ben. Uma scopre però l'inganno e i due gruppi iniziano una battaglia a colpi di spade, al termine della quale Mal, Evie, Carlos e Jay (aiutati anche da Lonnie) fanno ritorno ad Auradon con Ben. Nella fretta di arrivare alla limousine, però, Mal perde il suo libro degli incantesimi, che viene trovato da Uma.
Tutto sembra andare per il meglio, ma al cotillon, che si tiene sulla nave reale, si presenta Uma; quest'ultima, infatti, usando un incantesimo del libro, ha incantato Ben per cercare di arrivare facilmente alla bacchetta magica. Capito il piano di Uma, Mal bacia Ben rompendo l'incantesimo. Uma, arrabbiata, si getta in mare divenendo un ibrido essere umano-polpo gigante e tenta di affondare la nave. Mal, su tutte le furie, decide di trasformarsi in un drago, scontrandosi con la nemica. Ben, cercando di risolvere le cose, si tuffa in mare e riesce a fermare lo scontro. Uma, capendo che Ben è innamorato di Mal, fa ritorno sull'Isola degli Sperduti: da quel momento la festa ha inizio. Evie, nel frattempo, consiglia a Ben di dare una seconda opportunità a Geffy e farla venire ad Auradon, a cui lei e Mal sono molto legate.
Tutto sembra essersi risolto e la felicità sembra ritornata ad Auradon, ma Uma (sempre sotto forma ibrida) è ancora in circolazione ed annuncia al pubblico che la storia deve continuare.

## Personaggi e interpreti

### Personaggi principali
- Mal, interpretata da Dove Cameron. È la figlia di Malefica. Nel film sta per diventare regina, ma non è sicura di volerlo fare. Dopo la lite con Ben, la ragazza torna sull'Isola degli Sperduti. Successivamente, venuta a sapere che Uma ha catturato Ben, elabora un piano per liberarlo.
- Carlos, interpretato da Cameron Boyce. È il figlio di Crudelia De Mon. Nel film inizia a farsi coraggio ed a invitare Jane al cotillon, dove si mettono insieme ufficialmente. Ha come animale domestico Rudy, il cane mascotte della scuola. Quest'ultimo riuscirà a parlare mangiando una caramella magica preparata da Mal, la quale è in grado di far dire alla persona che l'ha presa solo la verità.
- Evie, interpretata da Sofia Carson. È la figlia della Regina Cattiva. Nel film inizia la sua carriera come creatrice di vestiti preparando l'abito per il cotillon di Mal con l'aiuto del fidanzato Doug. A differenza di Mal, si è adattata alla vita di Auradon e ha paura di tornare a vivere sull'Isola degli Sperduti. Alla fine del film chiederà a Ben di far portare la sua amica Geffy, la figlia di Genoveffa, ad Auradon.
- Jay, interpretato da Booboo Stewart. È il figlio di Jafar. Nel film diventa capitano della squadra di scherma della scuola e stringe un forte legame con Lonnie.
- Benjamin "Ben", interpretato da Mitchell Hope. È il figlio della Regina Belle e del Re Bestia. Nel film, per far pace con Mal, si dirige, insieme a Evie, Carlos e Jay, sull'Isola degli Sperduti. Si farà però catturare a sua volta da Uma e farsi consegnare la bacchetta della Fata Smemorina in cambio della sua liberazione.
- Jane, interpretata da Brenna D'Amico. È la figlia della Fata Smemorina. Nel film prepara il regalo di Ben per Mal dimostrando così il suo vero amore per la ragazza e accetta di uscire con Carlos. Acconsentirà la richiesta di Evie di far venire ad Auradon Geffy e gli altri bambini dall'Isola degli Sperduti.
- Fata Smemorina, interpretata da Melanie Paxson. È la preside della Auradon Prep e madre di Jane. Proviene dal film Cenerentola.
- Rudy (Dude in originale), doppiato da Bobby Moynihan. È il cane di Carlos. In questo film è in grado di parlare mangiando un dolcetto magico preparato da Mal.
- Harry (Harry Hook in originale), interpretato da Thomas Doherty. È il figlio di Capitan Uncino. È uno dei nuovi figli dei cattivi introdotti nel film. È uno dei membri della ciurma di Uma, insieme a Gil. Sembra essere innamorato di Uma
- Gil, interpretato da Dylan Playfair. È il figlio di Gaston. Fa parte anche lui dei membri della ciurma di Uma. È forte e ottuso proprio come il padre.
- Lonnie, interpretata da Dianne Doan. È la figlia di Mulan e di Shang. Nel film si unirà insieme a Mal, Evie, Carlos e Jay nel tentativo di salvare Ben dalle grinfie di Uma. Nel film inoltre cerca di entrare nella squadra maschile di schema (dimostrando di essere degna figlia di sua madre) cosa che riuscirà ad ottenere per il suo coraggio venendo nominata nuovo capitano da Jay.
- Chad, interpretato da Jedidiah Goodacre. È il figlio di Cenerentola e del Principe Azzurro. Nel film continua ad intrufolarsi nella camera di Carlos e Jay nel tentativo di crearsi un‘action figure di se stesso con la stampante 3D di Carlos. Nel corso del film si prenderà una cotta per Audrey.
- Doug, interpretato da Zachary Gibson. È il figlio di Cucciolo, l'ultimo dei 7 nani da Biancaneve e i sette nani. Nel film pensa che Evie si stia allontanando da lui e frequentando il figlio di Gongolo.
- Geffy Tremaine (Dizzy Tremaine in originale), interpretata da Anna Cathcart. È la figlia di Genoveffa e nipote di Madame Tremaine. Gestisce il negozio di parrucchiere. Alla fine del film, sotto richiesta di Evie, verrà inviata ad Auradon da Ben.
- Re Bestia, interpretato da Dan Payne. Proviene dal film La bella e la bestia.
- Regina Belle, interpretata da Keegan Connor Tracy. Proviene dal film La bella e la bestia.
- Uma, interpretata da China Anne McClain. È la figlia di Ursula. È l'antagonista del film ed è uno dei nuovi figli dei cattivi introdotti nel film. Possiede una ciurma di pirati e tra questi ci sono Harry Hook e Gil, i figli di Capitan Uncino e Gaston.

### Cameo
- Ursula, doppiata da Whoopi Goldberg e in italiano da Ludovica Modugno. Proviene dal film La sirenetta. Nel film, Ursula fa un cameo mostrando uno dei suoi tentacoli.
- Lady Tremaine, doppiata in originale da Naomi Simpson e in italiano da Daniela Debolini. Proviene dal film Cenerentola. Seppure nel film non viene mai vista, si può sentire la sua voce in alcune scene.

## Colonna sonora
Disponibile dal 21 luglio 2017, la colonna sonora originale contiene sei canzoni scritte appositamente per il film, due canzoni prese dal classico Disney La sirenetta del 1989 e reinventate in versione pop, e tre bonus track provenienti dalla serie animata, Descendants: Wicked World. 
In Italia la colonna sonora è stata resa disponibile come negli Stati Uniti il 21 luglio 2017 sulle piattaforme digitali e dal 22 settembre è stata distribuita nei negozi di dischi.

### Tracce
1. Ways to Be Wicked - Dove Cameron, Cameron Boyce, Booboo Stewart e Sofia Carson
2. What's My Name - China Anne McClain, Thomas Doherty e Dylan Playfair
3. Chillin' Like a Villain - Sofia Carson, Cameron Boyce, Booboo Stewart e Mitchell Hope
4. Space Between - Dove Cameron e Sofia Carson
5. It's Goin' Down - Dove Cameron, Sofia Carson, Cameron Boyce, Booboo Stewart, China Anne McClain, Mitchell Hope, Thomas Doherty e Dylan Playfair
6. You and Me - Dove Cameron, Sofia Carson, Cameron Boyce, Booboo Stewart, Mitchell Hope e Jeff Lewis
7. Kiss the Girl - Dove Cameron, Mitchell Hope, Sofia Carson, Cameron Boyce, Booboo Stewart, China Anne McClain e Thomas Doherty
8. Poor Unfortunate Souls - China Anne McClain
9. Better Together - Dove Cameron e Sofia Carson
10. Evil - Dove Cameron
11. Rather Be with You - Dove Cameron e Sofia Carson

## Under the Sea: A Descendants Short Story
A un mese di distanza dalla fine delle riprese di Descendants 3, Disney Channel annuncia il 10 agosto 2018, durante la prima TV di Freaky Friday, uno special TV di 10 minuti sotto forma di cortometraggio e va a collocarsi tra il secondo e il terzo capitolo. Il corto, dal titolo Under the Sea: A Descendants Short Story, vede Mal e Uma incontrarsi in un epico scontro nelle profondità degli abissi. Lo special TV include una cover della canzone Stronger di Kelly Clarkson, cantata da Dove Cameron e China Anne McClain.
La trama inizia con Mal dialogare con Geffy, la figlia di Genoveffa. Quest'ultima, avendo al collo il ciondolo di Uma, viene controllata dalla figlia di Ursula che, insieme ai suoi scagnozzi Harry Uncino e Gil, dichiara a Mal l'arrivo di una guerra.
Il cortometraggio è andato in onda negli Stati Uniti il 28 settembre e in Italia il 31 ottobre 2018, entrambi su Disney Channel

## Promozione
Il 16 luglio 2016 è uscito il teaser trailer del film, mentre il 1 maggio 2017 è stato distribuito il trailer ufficiale.
Il 14 aprile 2017 è uscito il primo singolo, Ways to Be Wicked, cantata dai quattro protagonisti. Quello stesso giorno è stato annunciato che l'album musicale era ufficialmente disponibile per il pre-ordine che sarebbe stato disponibile dal 21 luglio, data in cui sarebbe uscito il film. Una versione karaoke della canzone è uscita il 23 maggio. Il video musicale vede i protagonisti del film cantare la suddetta canzone.
Il 1 giugno 2017, Radio Disney ha diffuso il secondo singolo del film, What's My Name, cantata da China Anne McClain. Il video musicale del brano cantato dalla McClain è uscito il 14 giugno 2017. Come per Ways to Be Wicked, anche per questa canzone ne è stata fatta una versione karaoke che è uscita il 29 giugno.
Il 9 giugno 2017 è stato trasmesso su Disney Channel (Italia) il primo teaser trailer del film seguendo altri trailer annunciando la prima TV a settembre. Il 22 agosto 2017 è stata confermata la data d'uscita del film per il 23 settembre.
Nel mese di settembre sono stati trasmessi vari spot pubblicitari su canali free come Real Time, Super!.